# NetHack
NetHack es un videojuego libre perteneciente al género roguelike. La última versión oficial es la 3.6.7, lanzada el 16 de febrero de 2023.
NetHack es una evolución del juego Hack (de 1985), que a su vez era una mejora del primitivo Rogue (de 1980).
NetHack es uno de los juegos más antiguos que todavía se sigue desarrollando (desde 1987), con continuas mejoras y correcciones de errores hechas por un grupo de voluntarios, que son llamados el DevTeam.
La forma tradicional de jugar NetHack es a través de gráficos ASCII, es decir, con imágenes formadas únicamente por letras y caracteres del ordenador (esto se debe a que NetHack aprovecha el uso de la biblioteca curses de Unix, lo mismo que por tradición hacen los demás juegos de este estilo).

## Descripción General
La parte Net de su nombre hace referencia a que es un proyecto coordinado y desarrollado (Hacked) a través de Internet, no se trata de un juego en línea. Hack se refiere tanto al desarrollo del juego (y no a cuestiones de violaciones de seguridad informática por el erróneo significado dado a la palabra hacker) como al hecho de que pertenece también al género hack and slash por el enfoque del juego, utilizando elementos del juego de rol Dungeons & Dragons (D&D).
Existe una comunidad de jugadores muy activa que suele utilizar el grupo de noticias de Usenet rec.games.roguelike.nethack. Una de las características más llamativas de NetHack es su profundidad, reflejada no solamente en el papel que desempeña la aleatoriedad de múltiples factores del juego (niveles generados por procedimientos, la descripción de los objetos, entre otras cosas), sino también en la multiplicidad de usos de los objetos, en las variantes del estilo en que se puede jugar, en la cantidad de plataformas donde puede ser jugado, en las estrategias y técnicas a utilizar, tanto para distintas razas y roles, como dentro de una misma combinación de raza y rol, etc. Debido a esto, se ha vuelto famosa entre los jugadores la frase "el DevTeam piensa en todo".
Además de la interfaz ASCII, existen también varias interfaces gráficas que sustituyen dichos caracteres por pequeñas imágenes, haciendo así más fácil la visualización. La que podría ser calificada de pobre interfaz en el juego es sustituida por un nivel de jugabilidad y profundidad en el juego inigualable en muchos casos.
El jugador (representado comúnmente con el carácter ' @ ') toma el rol de un héroe, con multitud de razas y clases para combinar, en busca del Amuleto de Yendor a través de una mazmorra de alrededor de 50 niveles creados al azar, que contienen también diferentes monstruos, objetos, artefactos legendarios, trampas y mucho más.

## El juego

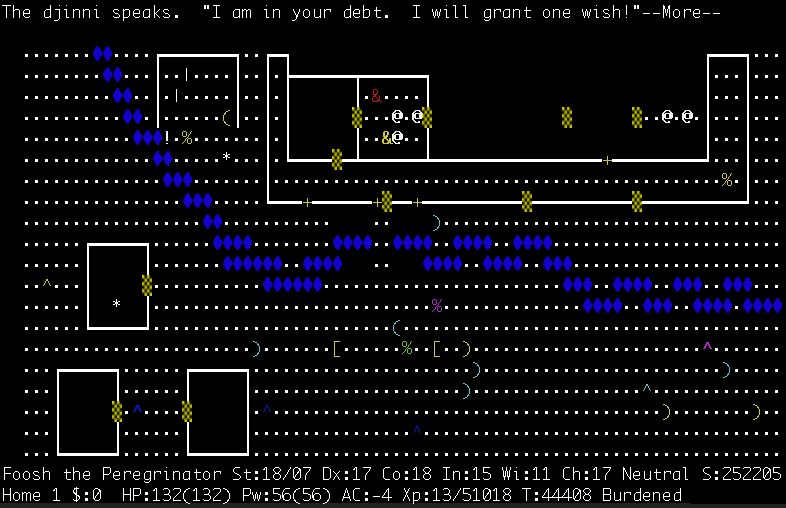
Un genio que puede conceder un deseo.

El objetivo principal del juego es encontrar el Amuleto de Yendor. Sin embargo, a lo largo de toda una partida, el jugador se puede encontrar con otras misiones que cumplir, ya sea como extras a la misión principal de recuperar el Amuleto, o como parte de la misión central (muchas veces sin saber que forman parte de la misma).
Cada nivel del juego siempre es único y diferente entre cada partida, pues los niveles se generan aleatoriamente (a excepción de algunos niveles especiales). Como en muchos juegos roguelike, los objetos siempre tienen una descripción aleatoria diferente entre partida y partida, y sólo hasta que el jugador identifica apropiadamente los objetos puede saber de qué se tratan. Los monstruos están representados generalmente por letras mayúsculas y minúsculas. Cada letra hace referencia a una especie de monstruos en general (caninos, insectos, felinos, seres humanos, etc.), y los colores (de estar presentes en la interfaz) o algunas órdenes del juego permiten identificar al monstruo en particular.
Normalmente al iniciar el juego, el personaje comienza con una mascota a su lado, un perro, gato o poni que le puede ser útil en muchos aspectos del juego. También al iniciar el juego, el personaje lleva en su inventario unas pocas cosas (armas, armaduras, comida u otros objetos) que le serán útiles para comenzar. Estos objetos no siempre son los mismos, sino que cambian de acuerdo al rol y raza del personaje, así como también de acuerdo a ciertos factores aleatorios.
Las partidas se pueden guardar, con el único propósito de realizarlas en varias sesiones. Como en la mayoría de los juegos roguelike, la muerte del personaje es final, es decir que, una vez que se pierde, el archivo del juego guardado se borra automáticamente, con lo que el jugador debe comenzar siempre de nuevo. Cualquier intento de burlar este mecanismo es considerado una trampa por parte de la comunidad de jugadores. Si el personaje logra un marcador destacado, éste es guardado en un archivo de récords.
Sin embargo, cada vez que un personaje muere, existe la posibilidad de que se guarden también algunos datos del mismo, de manera tal que un nuevo personaje (del mismo jugador o de otro que juegue en la misma máquina o con el mismo servidor) pueda toparse a veces con el fantasma de algún personaje muerto anteriormente, y con algunas de sus cosas o de los monstruos y trampas que le dieron fin.

### Historia y Rol
Como parte del género roguelike, es posible jugar NetHack como una especie de juego de rol por computadora (CRPG) para una persona. En el trasfondo del juego, existe una historia (creada por los desarrolladores del juego y por los jugadores) que introducen a la trama del mismo. Cada partida puede ser jugada como un juego de rol donde el jugador desempeña el papel del héroe. Solamente la historia del Amuleto de Yendor es considerada oficial por encontrarse dentro del juego mismo. Las demás historias (por ejemplo, la historia inicial del personaje que se encuentra en el documento que sirve de guía que acompaña al juego, escrito por el hacker Eric S. Raymond) pueden cambiar si se desea.
Por una parte, se encuentra la historia del Amuleto de Yendor. La historia cuenta que
el cruel dios Moloch robó de los planos astrales este famoso amuleto, pues la divinidad que lo poseyera tendría por sobre los demás el poder y el prestigio. Este amuleto pertenece originalmente a Marduk, el creador. Tras robar el amuleto, Moloch lo llevó hasta las profundidades del Gehena, lugar habitado por demonios y monstruos que le sirven. Ahí entregó el amuleto al Mago de Yendor, el cual lo escondió con sus artes en lo más profundo del Gehena (en algún lugar por debajo del nivel 20 de NetHack).
De vuelta a la realidad, el personaje del juego ha sido designado desde su nacimiento como el instrumento de su divinidad (la que tenga al iniciar el juego dependiendo de su rol y alineación) para recuperar el amuleto y así darle a su dios el más alto rango de entre los demás. Por otra parte también, a lo largo de su vida, este personaje ha tenido una vida relativamente normal y tranquila, pero siempre acompañada de sueños que involucraban aventuras, monstruos y demás peligros. Es así como un día se entera de la historia del amuleto, que se dice escondido en las más profundas oscuridades de los Calabozos de la Perdición, en un lugar conocido como los Laberintos de la Amenaza (que no son otros sino el Gehena donde Moloch escondió el amuleto), y que se dice que aquel que lo recupere no sólo permanecerá en los cantos de los trovadores por siempre, sino que obtendrá el rango de semidiós por parte de su divinidad. Además está la garantía de encontrar numerosos tesoros y correr múltiples aventuras dentro de los Calabozos. Muy pocos, eso sí, han regresado vivos de ese lugar, pero como no se ha vuelto a saber de la mayoría de ellos, nadie garantiza que sigan adentro, corriendo aventuras en su lucha por recuperar el Amuleto de Yendor.
Una noche antes de embarcarse en la aventura, el personaje pasa la noche en la taberna, dándose valor con las bebidas, y deprimiéndose al ver las apuestas de cuánto tiempo pasará antes de que muera aumentando. Al día siguiente se dirige a la entrada de los Calabozos de la Perdición y pasa la noche descansando y fortaleciéndose. Por la mañana, se introduce en su nueva aventura, cargando sus pocas cosas y acompañado de su mascota.

## Plataformas

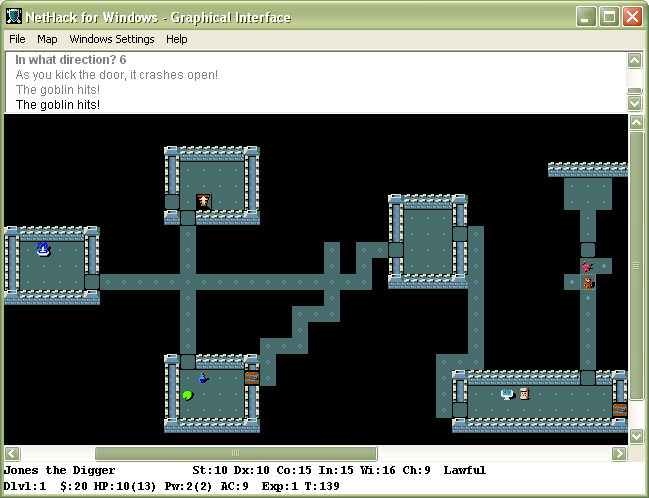
NetHack para Windows.

NetHack está desarrollado en lenguaje ANSI C.
El DevTeam mantiene un código fuente del juego con la capacidad de ser compilado en múltiples plataformas. Algunas de ellas son: Unix (en sus múltiples variantes, incluidos Linux, Solaris, Cygwin y muchas otras más), MS-DOS, Windows, MacOS, PalmOS, Windows CE para Pocket PC, Amiga, etc. Además, existen en Internet varios servidores públicos que permiten jugar NetHack en línea.

## El perfil del personaje
Cuatro cosas definen al héroe o personaje protagonista del juego:
1. El rol o clase, definido al principio del juego y que no puede cambiar.
2. La raza, definida al inicio del juego, que puede cambiar temporalmente pero siempre recordando la original para poder volver a ella más tarde.
3. Los atributos, que se calculan al inicio del juego pero conforme éste va desarrollándose, cambian de acuerdo a la partida.
4. Las características mágicas, que normalmente no se conocen (a menos que el jugador ya tenga experiencia en el juego) pero que pueden ir revelándose conforme avanza la partida. Estas características pueden ir cambiando también mientras se juega.

Un personaje de NetHack puede tener uno de los siguientes roles:
- Arqueólogo
- Bárbaro
- Cavernícola
- Sanador
- Caballero
- Monje
- Sacerdote
- Guardabosque
- Rufián
- Samurái
- Turista
- Valquiria
- Mago

Cada rol lleva asociado además un trío de divinidades (uno por cada alineación) con los que el personaje también puede interactuar. Las alineaciones posibles son:
- Leal (con tendencia a no dañar injustamente, más que a los monstruos que por naturaleza son malignos)
- Caótico (con tendencia a realizar actos considerados injustos o malos)
- Neutral (sin ninguna tendencia en particular)

Así mismo, se puede tener una de las siguientes razas:
- Elfo
- Enano
- Gnomo
- Orco
- Humano

Los atributos de un personaje de NetHack son:
- El sexo (masculino / femenino)
- La alineación (leal / caótico / neutral), que a su vez define la alineación de su divinidad
- Los seis atributos de la personalidad:
  - Fuerza
  - Destreza
  - Constitución
  - Inteligencia
  - Sabiduría
  - Carisma

Estos seis últimos atributos se miden con una notación al estilo C&D, donde un número más pequeño significa una menor cantidad del atributo, y uno más grande significa una mayor cantidad. El límite inferior es 3 (debajo del cual el personaje muere) y el superior es en la práctica 18 (aunque por medios mágicos se puede exceder este límite hasta 25). Cada uno de estos atributos influye en el desempeño del personaje en una variedad de actividades, como cargar cosas, realizar magia, etc.
Además, un personaje cuenta con dinero (en una moneda común a los juegos roguelike llamada zorkmid), puntos de experiencia (que definen a su vez un nivel de experiencia), puntos de vida, golpeo o salud (si estos puntos llegan a 0, el personaje muere), puntos de energía o poder (que definen cuánta magia puede hacer el personaje (sin contar la magia de los objetos mágicos)), puntos o clase de armadura (de nuevo, siguiendo la notación de C&D, un número mayor significa una peor armadura, un número menor, incluso negativo, significa una mejor armadura) y otras características que definen si el personaje está sobrecargado en peso, hambriento o en algún otro estado de salud.
Las características mágicas de un personaje están definidas tanto por su naturaleza (rol, raza y experiencia), como por las que el jugador obtenga en la partida, ya sea aplicando su propia magia o la de algunos objetos, al consumir ciertos alimentos o por los favores de su divinidad.
Por último, un personaje de NetHack puede ir adquiriendo y mejorando sus habilidades en la partida. En primer lugar, mejorando sus atributos (fuerza, constitución, etc.), pero también puede mejorar sus habilidades de manejo de armas y de conjuro de hechizos (aquellos que son aprendidos al leer un libro mágico). Otra de las habilidades que se desarrolla en el juego es la alineación, que indica qué tan acorde son los actos del personaje en la partida con la alineación a la que pertenece. Esto último en general, junto con otras cosas, afectan también a la relación que el personaje tenga con su divinidad, que de ser buena resulta muy útil a lo largo de la partida. Finalmente, el nivel de experiencia del personaje va creciendo conforme se realizan varios actos en el juego. Un nivel de experiencia superior le da al personaje mejores capacidades de supervivencia, pero también de ataque/defensa, junto con, posiblemente, nuevas características acordes a su raza y rol.

## Objetos y su estado

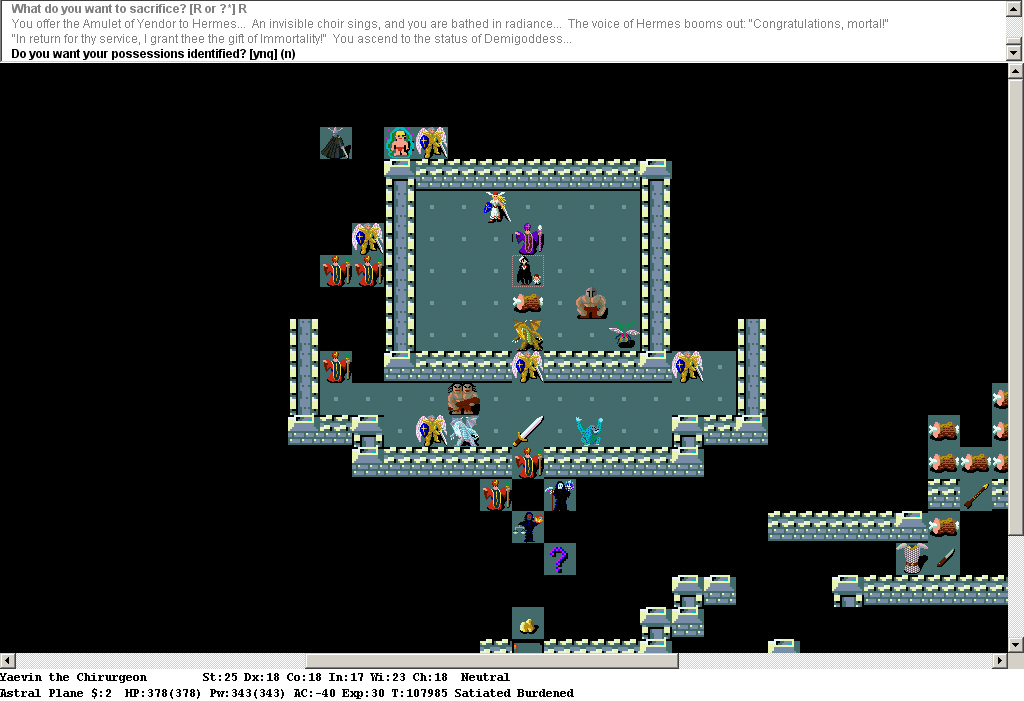
Una valquiria en el plano astral.

En NetHack los objetos se clasifican por su tipo, a saber:
- Armas, que se empuñan o lanzan y que incluyen espadas, arcos y flechas, dagas, etc.
- Armaduras, que se visten, en las manos, el pecho, la cabeza, los pies, etc.
- Amuletos, que se usan en el cuello y que pueden contar con propiedades mágicas
- Anillos, que se colocan uno en cada dedo índice de cada mano y que cuentan con propiedades mágicas
- Pergaminos, que al ser leídos conjuran un hechizo mágico (sólo puede hacerse esto una sola vez, después de la cual desaparecen)
- Libros, que pueden leerse para aprender hechizos, para convocarse después
- Varitas mágicas, que al agitarse producen magia
- Pociones, que al ser bebidas pueden causar un efecto mágico
- Comida, que puede consumirse para subsistir
- Utensilios, que incluyen herramientas, instrumentos musicales y muchos otros objetos
- Piedras y gemas, con valor monetario o sin él
- Oro, se usa para vender y comprar cosas en las tiendas, y para dar parte de la puntuación final en el juego
- Rocas y estatuas, que pueden resultar un estorbo o un bonito adorno de los niveles del calabozo
- Otros (menos comunes, como las bolas de hierro, las cadenas de hierro y el veneno)

Sin embargo, el tipo de un objeto no implica en NetHack (como tampoco en la vida real) necesariamente un uso único y específico, ("el DevTeam piensa en todo", esta frase se refleja especialmente en los múltiples usos que pueden hacerse de varios de los objetos del juego, tanto para lo que en realidad sirven, como para otros muy variados).
Los objetos en NetHack pueden tener diversos estados, mágicos y no mágicos, que afectan su eficiencia:
- Peso. Todo objeto tiene un peso determinado, que varía según el objeto y el material del que esté hecho y a veces de otros factores como alguno de los siguientes estados. Un personaje de NetHack, dependiendo sus características (como fuerza o constitución) podrá cargar solamente determinada cantidad de objetos, y a mayor número de objetos que cargue, se volverá más lento hasta que le sea imposible moverse sin tirar algunos objetos al suelo.
- Deterioro y Protección. Según el material del que esté hecho, un objeto se puede ir deteriorando por oxidación, putrefacción, quemaduras, etc. La protección se refiere al hecho de que un objeto se encuentre protegido contra ciertos deterioros.
- Encantamiento. Un mayor encantamiento hace del objeto uno mejor para su uso (aplicable sólo a armas y armaduras).
- Bendición / Maldición. Un objeto bendito es por lo general mejor que uno maldito (aunque hay excepciones). La mayoría de los objetos se encuentran en un estado inmaldito o sin ninguno de estos dos estados.

Además, varios objetos, por lo que son en realidad, por su tipo o por alguna magia aplicada a ellos anteriormente, tienen otras propiedades (generalmente mágicas) que los hacen mejores frente a otros objetos del mismo tipo. Este es el caso de los artefactos, pero también es aplicable a muchos otros objetos comunes.